# Stacey Plaskett
Stacey Elizabeth Plaskett (New York, 13 maggio 1966) è una politica e avvocatessa statunitense, delegata delle Isole Vergini alla Camera dei Rappresentanti dal 3 gennaio 2015.

## Biografia
Plaskett è nata il 13 maggio 1966 a Brooklyn, quartiere di New York. I suoi genitori provengono entrambi da Saint Croix, nelle Isole Vergini Americane, migrati verso la Grande mela in ricerca di migliori opportunità economiche. Plaskett è cresciuta a Bushwick, zona residenziale di Brooklyn. Suo padre era un ufficiale di polizia della città di New York, e la madre era una giudice. Plaskett, nonostante vivesse a New York, durante la sua infanzia è tornata spesso a Saint Croix, alloggiando nella J.F. Kennedy community. La casa dei suoi genitori di New York era spesso meta di cittadini migranti dalle Isole Vergini. Plaskett ha frequentato la Brooklyn Friends (una scuola quacchera) e la scuola primaria Grace Lutheran.
Plaskett ha trascorso un periodo abbastanza lungo in Francia. Spesso si afferma che abbia da sempre manifestato un profondo senso di responsabilità verso gli altri, infatti spesso si rifaceva al versetto biblico a chi è dato molto, molto è richiesto. Era uno dei pochi studenti neri al liceo, e questo le fece maturare un enorme senso di responsabilità. Ha conseguito una laurea in storia e diplomazia alla Edmund A. Walsh School of Foreign Service presso la Università di Georgetown, malgrado Plaskett non fosse di fede cattolica. Qui ha fatto parte del consiglio studentesco, ed è stata molto attiva nel movimento anti-apartheid. Ha conseguito una laurea in giurisprudenza presso l'American University, e inoltre ha anche parlato all'assemblea generale delle Nazioni Unite, come rappresentante della zona delle università dello stato di Washington.

## Carriera politica
Nel 2012, Plaskett ha deciso di candidarsi alle primarie del partito democratico contro l'attuale delegata alla Camera dei rappresentanti Donna Christian-Christensen. Plaskett non ebbe successo, ottenendo il 42,49% dei voti contro il 57,48% Christian-Christensen.
Nel 2014, Plaskett si è candidata nuovamente alla Camera, dopo aver annunciato la sua candidatura nel novembre del 2013. Nel primarie del partito, svoltesi il 2 agosto, ha fronteggiato Shawn-Micheal Malone, senatore e presidente del senato delle Isole Vergini, e Emmett Hansen, ex senatore di stato ed ex presidente del Partito Democratico delle Isole Vergini. Ha vinto con il 50,4% dei voti contro il 41,61% di Malone ed il 7,92% di Hansen. Ha successivamente affrontato il repubblicano Vince Danet nelle elezioni generali tenutesi il 4 novembre, nelle quali ha ricevuto oltre il 90% dei voti.
Nel gennaio 2025, Stacey Plaskett ha protestato contro il diritto di non voto al Congresso per i cinque delegati e un commissario residente (Porto Rico), per i territori delle Isole Vergini americane, delle Samoa americane, del Distretto di Columbia, di Guam, delle isole del Nord Isole Marianne e Commonwealth di Porto Rico, e denuncia il colonialismo degli Stati Uniti in questi territori.

## Vita privata
Plaskett è sposata con Jonathan Buckney Small, attivista della comunità ed ex tennista. La coppia ha cinque figli. Partecipa anche a numerose organizzazioni non-profit senza scopo di lucro, orientate principalmente sulla formazione, sulla cultura e sullo sviluppo della comunità delle Isole Vergini. È luterana.